# Guatemala en los Juegos Olímpicos de Montreal 1976
Guatemala estuvo representada en los Juegos Olímpicos de Montreal 1976 por un total de 28 deportistas, 26 hombres y 2 mujeres, que compitieron en 5 deportes.
El portador de la bandera en la ceremonia de apertura fue el halterófilo Edgar Tornez. El equipo olímpico guatemalteco no obtuvo ninguna medalla en estos Juegos.